# Représentations diplomatiques au Venezuela
Voici une liste des représentations diplomatiques au Venezuela. Il y a actuellement 61 ambassades à Caracas. Plusieurs autres pays ont des ambassadeurs accrédités dans d'autres capitales régionales.

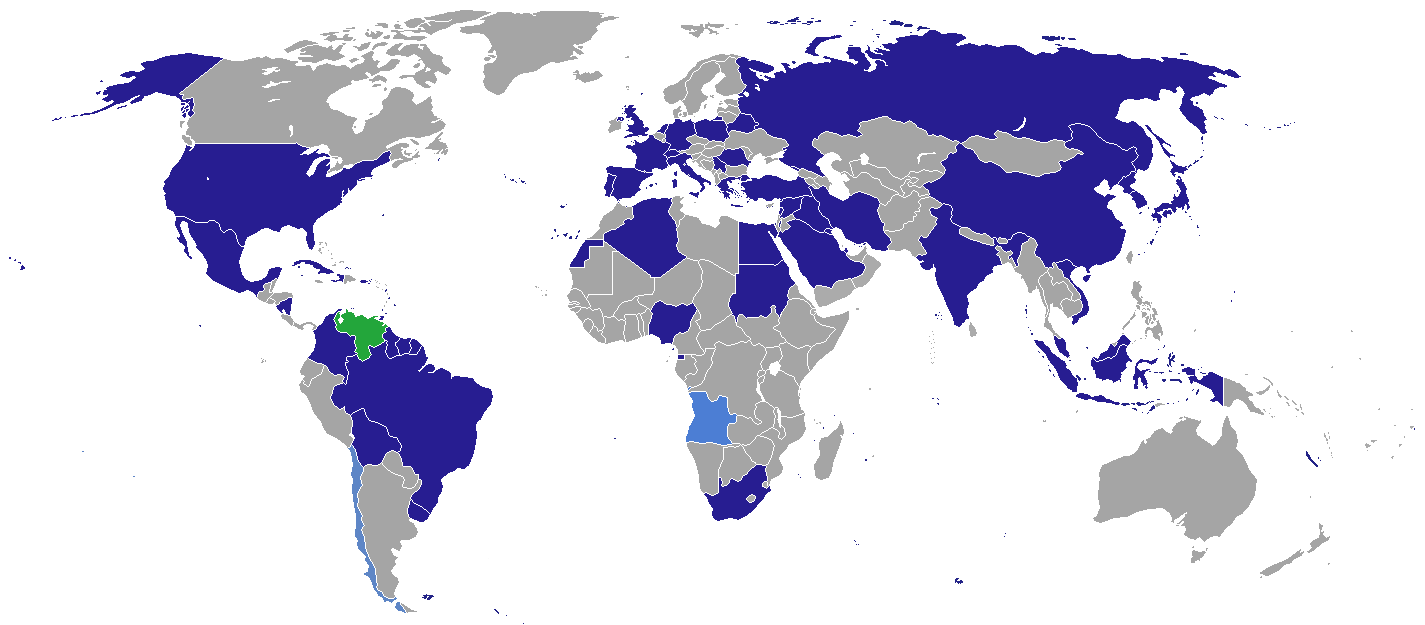
Carte des représentations diplomatiques au Venezuela

## Ambassades àCaracas
| - Abkhazie - Afrique du Sud - Algérie - Allemagne - Arabie saoudite - Argentine - Barbade - Biélorussie - Bolivie - Brésil - Chili - Chine - Colombie - Corée du Nord - Corée du Sud - Cuba - Égypte - Équateur - Equatorial Guinea - Espagne - États-Unis - France | - Grèce - Grenade - Guyana - Haïti - Inde - Indonésie - Irak - Iran - Italie - Jamaïque - Japon - Koweït - Liban - Libye - Malaisie - Mexique - Nicaragua - Nigeria - Ordre souverain de Malte - Palestine - Panama - Pays-Bas | - Pérou - Pologne - Portugal - Qatar - République arabe sahraouie démocratique - République dominicaine - Roumanie - Royaume-Uni - Russie - Saint Vincent and the Grenadines - Salvador - Soudan - Suisse - Suriname - Syrie - Trinité-et-Tobago - Turquie - Uruguay - Vatican - Viêt Nam |

## Missions
- Belgique (Bureau diplomatique)
- Union européenne (Délégation)

## Consulats généraux et consulats

### Caracas
- Angola Consulat général

### Barinas
- Colombie Consulat

### Barquisimeto
- Colombie Consulat

### Ciudad Guayana
- Brésil Consulat

### El Amparo
- Colombie Consulat

### Machiques
- Colombie Consulat

### Maracaibo
- Colombie Consulat général
- Italie Consulat
- États-Unis Agence consulaire

### Mérida
- Colombie Consulat

### Puerto Ayacucho
- Brésil Vice Consulat
- Colombie Consulat général

### Puerto La Cruz
- Colombie Consulat

### Puerto Ordaz
- Colombia Consulat[12]
- Peru Consulat général

### San Antonio del Táchira
- Colombie Consulat

### San Carlos del Zulia
- Colombie Consulat

### San Cristóbal
- Colombie Consulat général

### San Fernando de Atabapo
- Colombie Consulat

### Santa Elena de Uairén
- Brésil Vice-Consulat

### Valencia
- Colombie Consulat
- Cuba Consulat général
- Portugal Consulat général

## Ambassades non résidentes
| Bogota - Australie - Belgique, - Danemark - Émirats arabes unis - Finlande - Norvège - Suède - Taïwan (Bureau de commerce) | Brasilia - Botswana - Côte d'Ivoire - Croatie - Guinée - Jordanie - Kenya - Philippines - République tchèque - Singapour - Slovaquie - Slovénie - Tanzanie - Togo - Zambie - Zimbabwe | Mexico - Bulgarie - Chypre - Irlande - Nouvelle-Zélande | La Havane - Autriche - Serbie - Yémen | Washington - Lesotho - Sierra Leone - Soudan du Sud - Swaziland - Vanuatu Ambassade résidant ailleurs - Afghanistan (New York) - Azerbaïdjan (New York) - Brunei (Ottawa) - Islande (Ottawa) - Maldives (New York) - Malte (La Valette) - Somalie (New York) - Thaïlande (Lima) - Tonga (New York) |

## Anciennes ambassades / postes diplomatiques
- Autriche (fermée en juillet 2018)
- Canada (fermée en juin 2019)[29]
- Costa Rica (fermée en septembre 2020)
- Finlande[30]
- 🇺🇲 États-Unis
- Guatemala (fermée en janvier 2020) [31]
- Honduras
- Hongrie[30]
- Israël (fermée en janvier 2009)[30]
- Maroc[30]
- Norvège[32]
- Paraguay (fermée en janvier 2019)
- Philippines (fermée en septembre 2012)
- République tchèque[30]
- Taïwan (fermée en 2009 (en))